# Cut the Rope
Cut the Rope est un jeu vidéo de type jeu de puzzle. Il a été développé par  ZeptoLab et édité par Chillingo à partir de 2010 sur iOS, Android, Symbian, BlackBerry PlayBook, Ubuntu Touch, Windows Phone, DSiWare, Mac OS X, web, DSiWare et Nintendo 3DS.
Il utilise comme services de jeux sociaux Game Center sous iOS, Scoreloop sur Android et Xbox Live sous Windows 8. En 2011, il a été suivi par Cut the Rope: Experiments, publié également par ZeptoLab.

## Système de jeu
Le but de chaque niveau est d'amener un bonbon dans la bouche d'un petit monstre vert appelé « Om Nom ». Le bonbon est suspendu par une ou plusieurs cordes que le joueur peut couper par un simple glissement du doigt ou de la souris. La friandise peut également être manœuvrée par d'autres objets, tels que des soufflets ou des bulles flottantes, afin de réussir le puzzle. Chaque ensemble de niveaux introduit de nouveaux objets. Cependant, le bonbon doit également rester dans l'espace du jeu et éviter les pics, les arcs électriques ou les araignées qui se déplacent sur les cordes.
L'objectif secondaire du jeu est de ramasser un maximum de trois étoiles par niveau en les touchant avec les bonbons. Une fois les niveaux achevés, ils sont notés de zéro à trois étoiles, en fonction du nombre d’essais faits par le joueur, du nombre d'étoiles collectées et du temps requis pour l'achèvement du niveau.

## Accueil

### Critique
- Eurogamer : 9/10[1]
- GameSpot : 8/10[2]
- Gamezebo : 4/5[3]
- IGN : 9/10[4]
- Jeuxvideo.com : 17/20[5]
- Pocket Gamer : 8/10[6]

### Récompenses
- Apple Design Award 2011[7]
- British Academy Video Games Awards 2011[8]
- Webby Awards People's Voice 2013[9]
- Game Developers Choice Awards 2010[10]

### Ventes
Cut the Rope a été un énorme succès commercial cumulant, en mai 2015, plus de 600 millions de téléchargements.

## Postérité
Le jeu a connu de nombreuses suites et jeux dérivés : Cut the Rope: Experiments, Cut the Rope: Time Travel, Cut the Rope 2, My Om Nom et Cut the Rope: Magic. Il existe aussi une série d'animation basée sur les jeux, nommé Les Histoires d'Om Nom.